# Sten Kalling
Sten Florens Karl August Axelsson Kalling, född 3 maj 1894 i Avesta församling, Kopparbergs län, död 8 augusti 1992 i Bosjöklosters församling, Malmöhus län, var en svensk greve och museiintendent. 
Kalling, som var son till greve Axel Kalling och Martina Lamberg, avlade studentexamen i Uppsala 1914, reservofficersexamen 1916, blev filosofie kandidat vid Uppsala universitet 1921 och filosofie licentiat 1925. Han blev extra ordinarie amanuens på Uppsala universitets museum för nordiska fornsaker 1921, var assistent på Malmö museum 1923–1928, amanuens 1928–1953 samt intendent och föreståndare för kulturhistoriska avdelningen där 1954–1959. Han var ordförande i Skånes numismatiska förening 1931–1933 och 1940–1961 samt riksantikvariens ombud i Malmö stad 1954–1959. Han skrev bland annat kulturartiklar i Sydsvenska Dagbladet Snällposten 1951–1965 och nämnda tidnings årsbok 1960 samt arkeologiska och byggnadshistoriska artiklar i Malmö fornminnesförenings årsskrift 1930–1966.